# Clădirea Parlamentului Austriei
Clădirea Parlamentului austriac (în germană Parlamentsgebäude) este sediul celor două camere ale Parlamentului Austriei. A fost construită în Viena de Theophil Hansen, care s-a inspirat din arhitectura greacă în timpul unei lungi șederi la Atena, care i-a devenit familiară, pentru a proiecta această imensă clădire neoclasică cunoscută și sub numele de Palatul Epstein. Ea a fost construită pe Ringstrasse în perioada 1874-1884 pentru a găzdui ședințele Reichsrat-ului, consiliul imperial compus din reprezentanți ai diferitelor țări ale Cisleithaniei aflate sub suveranitatea Habsburgilor.
Ornamentată cu efigii ale istoricilor antici, o rampă largă este încadrată de Dresorii de cai sculptați în bronz de Josef Lax în 1901 și conduce la porticul de intrare înălțat față de bulevard. În vârful fațadei, decorată cu statui de savanți și oameni de stat, Victoriile înaripate conduc care.
Începând din 1902, Athenebrunnen, fântâna proiectată de Karl Knudmann și dominată de o statuie uriașă a Atenei, zeița greacă a înțelepciunii, se află în fața clădirii. La 11 noiembrie 1918, după destrămarea Austro-Ungariei de către învingătorii din Primul Război Mondial, deputații au proclamat în această clădire înființarea Republik Deutsch-Österreich (Republica Austria Germană). Aceasta și-a schimbat numele în 1919 în cea de Republik Österreich (Republica Austria).
În timpul celui de-al Doilea Război Mondial, jumătate din clădirea Parlamentului a fost complet distrusă. Reconstrucția a fost finalizată în iunie 1956, dar restaurarea unor lucrări de artă deteriorate a început abia în anii 1990.

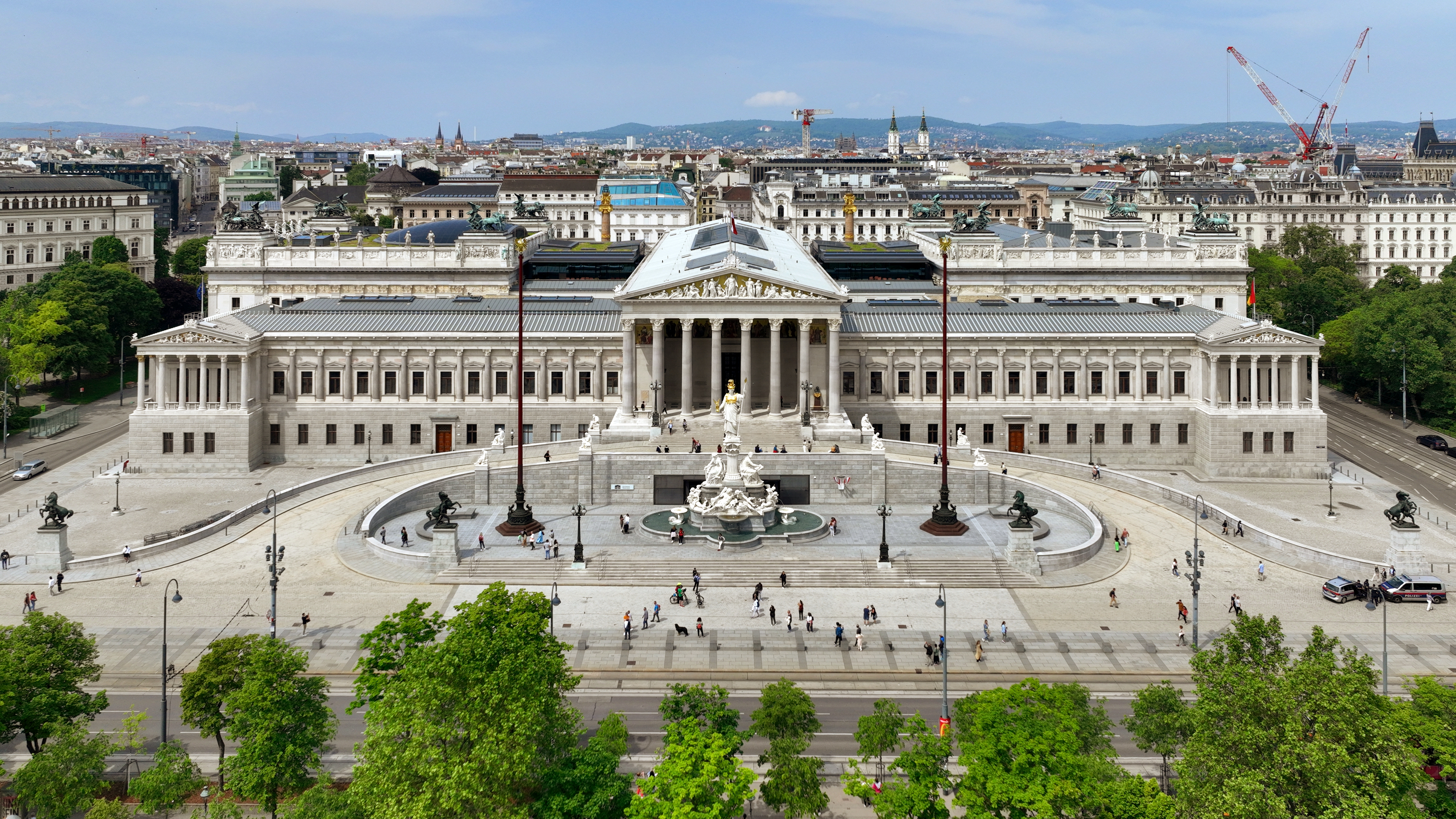
Vedere panoramică a clădirii Parlamentului austriac de pe Ring.